# 김명민
김명민(金明民, 1972년 10월 8일 ~ )은 대한민국의 배우이다.
- 1996년 SBS 서울방송 공채 탤런트 6기로 연기자로 데뷔하였고 한때 1998년에 SBS 시트콤 《순풍산부인과》에서도 카메오 단역으로서 유명세를 드러냈다.

- 대표작으로 드라마 《불멸의 이순신》, 《하얀거탑》, 《베토벤 바이러스》 등이 있다.

## 생애
- 충암고등학교 시절 연극부에서 활동하다가 서울예술대학 연극과를 졸업하고 1996년 SBS 6기 공채 탤런트로 데뷔하였다.

- 이후 2년간 엑스트라나 단역에 출연했으며, KBS 미니시리즈 《성난 얼굴로 돌아보라》, SBS 일요드라마 《카이스트》등의 드라마에 출연하였다.

- 1999년 영화 《공포 택시》에 주연 배우로 캐스팅되었으나 제작 과정에서 이서진으로 교체되는 불운을 겪기도 했다.

- 이후 1년여를 방황하다 MBC TV 드라마 《뜨거운 것이 좋아》와 영화 《소름》을 통해 비로소 이름 석자를 알렸다.

- 특히 《소름》은 흥행은 부진했지만 광기어린 살인마 택시기사를 연기해 극찬을 받았다.

- 노희경 작가가 대본을 쓴 드라마이기도 한 《꽃보다 아름다워》는 연기자로서 벽과 한계를 느끼게 했고 촬영 중이던 영화 《선수가라사대》와 《스턴트맨》은 크랭크 업 직전에 무산되는 아픔을 겪었다.
- 《스턴트맨》 촬영 도중 부상을 당해 오래 쉬어야 했다.

- 이런 상황 속에 집과 승용차등 모든 재산을 처분하고 뉴질랜드로 이민을 가려 했으나 김명민의 목소리 연기를 눈여겨 본 이성주 PD의 간곡한 권유에 이것까지만 하고 떠난다는 생각으로 KBS 대하드라마 《불멸의 이순신》의 이순신 역할을 맡아 2005년 KBS 연기대상에서 대상을 받게 된다.

- 이후 《불량가족》(오달건 역), 《하얀거탑》(장준혁 역) 등의 역할을 소화해 내면서 유명해졌다. .

- MBC 수목드라마 《베토벤 바이러스》에서 강마에(강건우) 역으로 출연했는데, 드라마에서 시립 교향악단 단원들을 훈련하면서 내뱉는 '똥덩어리' 등, 강마에 특유의 독설로 많은 인기를 얻었다.

- 2005년 KBS 연기대상 대상, 2007년 백상예술대상 남자 최우수연기상, 2008년 MBC 연기대상 대상을 받았다.

- 2008년 하반기를 강타한 수목 드라마 《베토벤 바이러스》 강마에 역으로 최고의 연기파 배우라는 입지를 굳혔으며 한 드라마를 통해 국내 최고의 연기대상을 모두 수상하는 영광을 안았다.[4]

- 또한, 뛰어난 연기력과 겸손함으로 팬들로부터 명민좌로 불리기도 한다.[5][6]

- 영화 《내사랑 내곁에》에서 루게릭병에 걸린 남자를 연기하기 위해 20kg을 감량하는 등, 열연을 펼쳤다.

- 이후 2015년 육룡이 나르샤에 정도전 역으로 출연했다.

- 2021년 JTBC에서 로스쿨에 첫 출연했다.

## 개인 생활
- 가족 관계로는 2001년 아내(이경미)와 결혼하여 아들(김재하)을 얻었다.

- 종교는 장로회(예장통합)이며, 현재 서울특별시 은평구의 수색장로교회에 집사로 출석하고 있다.[1][2]

## 학력
- 서울수색국민학교 졸업
- 충암중학교 졸업
- 충암고등학교 졸업
- 서울예술전문대학 연극과 졸업

## 출연 작품

### 드라마
| 연도 | 방송사 | 제목                        | 역할              | 비고   |
| ---- | ------ | --------------------------- | ----------------- | ------ |
| 1996 | SBS    | 남자대탐험                  | 김개동            |        |
| 1996 | SBS    | 8월의 신부                  |                   |        |
| 1996 | SBS    | 부자유친                    |                   |        |
| 1997 | SBS    | 아름다운 그녀               |                   |        |
| 1997 | SBS    | 재동이                      |                   | 단역   |
| 1997 | SBS    | 70분 드라마 - 열두통의 편지 |                   |        |
| 1998 | SBS    | 순풍 산부인과               | 피디              |        |
| 1998 | SBS    | 사랑해 사랑해               |                   |        |
| 1998 | SBS    | 미스터큐                    | 광고회사 직원     |        |
| 1998 | SBS    | 7인의 신부                  |                   |        |
| 1998 | SBS    | 미우나 고우나               |                   |        |
| 1999 | SBS    | 지금은 사랑할 때            |                   |        |
| 1999 | SBS    | 토마토                      |                   |        |
| 1999 | SBS    | 퀸                          | 김영석            |        |
| 1999 | SBS    | 카이스트                    | 강현무            |        |
| 1999 | SBS    | 달콤한 신부                 |                   |        |
| 2000 | KBS2   | 성난 얼굴로 돌아보라        | 김석규            |        |
| 2000 | MBC    | 뜨거운 것이 좋아            | 최진상            |        |
| 2001 | SBS    | 아버지와 아들               | 강재두            |        |
| 2004 | KBS2   | 꽃보다 아름다워             | 장인철            |        |
| 2004 | KBS1   | 불멸의 이순신               | 이순신            |        |
| 2005 | KBS1   | 불멸의 이순신               | 이순신            |        |
| 2006 | SBS    | 불량가족                    | 오달건            |        |
| 2007 | MBC    | 하얀거탑                    | 장준혁            |        |
| 2008 | MBC    | 베토벤 바이러스             | 강마에(강건우)    |        |
| 2011 | MBC    | 하이킥! 짧은 다리의 역습    | 장준혁            |        |
| 2012 | SBS    | 드라마의 제왕               | 앤서니 김(김봉달) |        |
| 2014 | MBC    | 개과천선                    | 김석주            |        |
| 2015 | SBS    | 육룡이 나르샤               | 정도전            |        |
| 2016 | SBS    | 육룡이 나르샤               | 정도전            |        |
| 2018 | KBS2   | 우리가 만난 기적            | A 송현철          |        |
| 2021 | JTBC   | 로스쿨                      | 양종훈            |        |
| 2024 | ENA    | 유어 아너                   | 김강헌            | 10부작 |

### 영화
- 2001년 영화 《소름》 ... 용현 역
- 2003년 영화 《거울 속으로》 ... 하현수 역
- 2007년 영화 《리턴》 ... 류재우 역
- 2008년 영화 《무방비도시》 ... 조대영 역
- 2009년 영화 《내 사랑 내 곁에》 ... 백종우 역
- 2010년 영화 《파괴된 사나이》 ... 주영수 역
- 2011년 영화 《조선명탐정：각시투구꽃의 비밀》 ... 명탐정 김민 역
- 2012년 영화 《페이스 메이커》 ... 주만호 역
- 2012년 영화 《연가시》 ... 임재혁 역
- 2012년 영화 《간첩》 ... 김정수 (림정수) 과장 역
- 2015년 영화 《조선명탐정: 사라진 놉의 딸》 ... 명탐정 김민 역
- 2016년 영화 《대배우》 ... (특별출연)
- 2016년 영화 《특별수사: 사형수의 편지》 ... 최필재 역
- 2016년 영화 《판도라》 ... 대통령 강석호 역
- 2017년 영화 《하루》 ... 김준영 역
- 2017년 영화 《브이아이피》 ... 채이도 역
- 2018년 영화 《조선명탐정: 흡혈괴마의 비밀》 ... 명탐정 김민 역
- 2018년 영화 《물괴》 ... 윤겸 역
- 2019년 영화 《장사리: 잊혀진 영웅들》 ... 이명준 대위 역
- 2025년 영화 《슬픈 열대》

## 연기 외 활동

### 방송
| 연도        | 방송사   | 제목                                         | 역할               | 비고  |
| ----------- | -------- | -------------------------------------------- | ------------------ | ----- |
| 1995        | 투니버스 | 만화특급 붐붐                                | MC                 |       |
| 2006 ~ 2007 | MBC      | 의료시사교양 프로그램 '닥터스'               | MC                 |       |
| 2007        | 빈칸     | 제8회 전주국제영화제 개막식                  | 사회               |       |
| 2009        | MBC      | MBC 스페셜 - 김명민은 거기 없었다            | 본인               |       |
| 2009        | KBS2     | 연예가 중계 - 스타줌인                       | 게스트             |       |
| 2014        | KBS1     | KBS 특별기획 다큐 3부작 - 통일 한국을 그리다 | 내래이션           |       |
| 2015        | JTBC     | JTBC 뉴스룸                                  | 게스트             |       |
| 2016        | MBC      | MBC 창사특집 다큐 - 미래인간 AI              | 프리젠터, 내레이션 |       |
| 2018        | MBC      | MBC 스페셜 - 김명민은 거기 없었다 [재편집본] | 본인               | 763회 |
| 2019        | MBC      | 선을 넘는 녀석들 - 리턴즈                    | 게스트             | 6회   |

### 뮤직 비디오
| 연도 | 가수   | 곡명     | 비고 |
| ---- | ------ | -------- | ---- |
| 1999 | 이경섭 | 〈블루〉 |      |
| 2001 | 이정봉 | 〈풍경〉 |      |

### 광고
| 연도        | 광고명 |
| ----------- | --- |
| 2004 ~ 2005 | - LG화재 매직카, LG화재 엘플라워 웰빙보험                                                                   |
| 2005        | - 신용회복위원회                                                                                            |
| 2006 ~ 2014 | - LIG손해보험, LIG 매직카, LIG 100세 LTC 간병보험, LIG희망플러스 자녀보험                                   |
| 2006        | - 국민연금 캠페인                                                                                           |
| 2007        | - 기아자동차 로체 - 한국야쿠르트 쿠퍼스 - 국민연금관리공단 - 중앙선거관리위원회 제17대 대통령 선거 공익광고 |
| 2007 ~ 2008 | - 신창건설 비바패밀리                                                                                       |
| 2007 ~ 2014 | - 한국P&G 오랄비                                                                                            |
| 2008        | - 오리온 닥터유 (with 박철민)                                                                               |
| 2009        | - 건영 |
| 2009 ~ 2010 | - SK텔링크 국제전화 00700 (with 임예진, 하춘화, 오윤아)                                                     |
| 2009 ~ 2011 | - 천지양 천지양홍삼 (with 요조)                                                                             |
| 2015        | - KB손해보험 (with 김연아)                                                                                  |
| 2016 ~ 2017 | - 넷마블 리니지2 레볼루션 (with 김상중, 에릭)                                                               |
| 2018 ~      | - 레이델 폴리코사놀 - 신삼국지 모바일 (with 남다름)                                                         |

## 경력
| 연도   | 경력명                                                                                             | 비고 |
| ------ | -------------------------------------------------------------------------------------------------- | ---- |
| 1996   | - SBS 6기 공채 탤런트                                                                              |      |
| 2005   | - 아산 성웅 이순신 축체 홍보대사 - 대한사회복지회 아기사랑 홍보대사                                |      |
| 2006 ~ | - 국민연금공단 홍보대사                                                                            |      |
| 2007   | - 세브란스병원 건강홍보대사 - 중앙선거관리위원회 공명선거 홍보대사 - 구강건강관리캠페인OQ 홍보대사 |      |
| 2014   | - 헌법재판소 홍보대사 홍보대사                                                                     |      |

## 수상 및 후보
| 연도 | 시상식                               | 부문                             | 작품                          | 결과 |
| ---- | ------------------------------------ | -------------------------------- | ----------------------------- | ---- |
| 2000 | MBC 연기대상                         | 남자 신인연기상                  | 뜨거운 것이 좋아              | 수상 |
| 2001 | 제2회 부산영화평론가협회상           | 신인남우상                       | 소름                          | 수상 |
| 2001 | 제4회 디렉터스 컷 시상식             | 올해의 남자신인연기자상          | 소름                          | 수상 |
| 2001 | 제22회 청룡영화상                    | 신인남우상                       | 소름                          | 후보 |
| 2002 | 제38회 백상예술대상                  | 영화부문 남자 신인연기상         | 소름                          | 후보 |
| 2004 | KBS 연기대상                         | 남자 우수연기상                  | 꽃보다 아름다워               | 후보 |
| 2004 | KBS                                  | 바른언어상                       | 불멸의 이순신                 | 수상 |
| 2005 | 제41회 백상예술대상                  | TV부문 남자 최우수연기상         | 불멸의 이순신                 | 후보 |
| 2005 | 제18회 그리메상                      | 최우수 남자연기자상              | 불멸의 이순신                 | 수상 |
| 2005 | KBS 연기대상                         | 대상                             | 불멸의 이순신                 | 수상 |
| 2005 | KBS 연기대상                         | 남자 최우수연기상                | 불멸의 이순신                 | 후보 |
| 2005 | 제6회 대한민국 영상대전              | 탤런트부문 포토제닉상            | 불멸의 이순신                 | 수상 |
| 2006 | 제33회 한국방송대상                  | 탤런트부문 올해의 방송인상       | 불멸의 이순신                 | 수상 |
| 2006 | 제18회 한국PD대상                    | 탤런트부문 출연자상              | 불멸의 이순신                 | 수상 |
| 2006 | SBS 연기대상                         | 남자 최우수연기상                | 불량가족                      | 후보 |
| 2006 | SBS 연기대상                         | 드라마 PD가 뽑은 연기상          | 불량가족                      | 수상 |
| 2006 | SBS 연기대상                         | 특별상                           | 불량가족                      | 수상 |
| 2007 | MBC 연기대상                         | 대상                             | 하얀거탑                      | 후보 |
| 2007 | MBC 연기대상                         | 남자 최우수연기상                | 하얀거탑                      | 수상 |
| 2007 | MBC 연기대상                         | 남자 인기상                      | 하얀거탑                      | 후보 |
| 2007 | 제43회 백상예술대상                  | TV부문 남자 최우수연기상         | 하얀거탑                      | 수상 |
| 2007 | 제20회 그리메상                      | 최우수 남자연기자상              | 하얀거탑                      | 수상 |
| 2008 | 제20회 한국PD대상                    | 탤런트부문 출연자상              | 하얀거탑                      | 수상 |
| 2008 | MBC 연기대상                         | 대상                             | 베토벤 바이러스               | 수상 |
| 2008 | MBC 연기대상                         | 남자 최우수연기상                | 베토벤 바이러스               | 후보 |
| 2008 | MBC 연기대상                         | 남자 인기상                      | 베토벤 바이러스               | 후보 |
| 2008 | MBC 연기대상                         | 베스트 커플상 (with 이지아)      | 베토벤 바이러스               | 후보 |
| 2008 | 제8회 방송인상                       | 방송연기부문 방송인상            | 베토벤 바이러스               | 수상 |
| 2008 | 제2회 코리아 드라마 어워즈           | 대상                             | 베토벤 바이러스               | 수상 |
| 2008 | 제2회 코리아 드라마 어워즈           | 남자 최우수연기상                | 베토벤 바이러스               | 후보 |
| 2009 | 제45회 백상예술대상                  | TV부문 남자 최우수연기상         | 베토벤 바이러스               | 수상 |
| 2009 | 제21회 한국PD대상                    | 탤런트부문 출연자상              | 베토벤 바이러스               | 수상 |
| 2009 | 제36회 한국방송대상                  | 개인상부문 탤런트상              | 베토벤 바이러스               | 수상 |
| 2009 | 제4회 서울 드라마 어워즈             | 남자연기자상                     | 베토벤 바이러스               | 후보 |
| 2009 | 제46회 대종상                        | 남우주연상                       | 내 사랑 내 곁에               | 수상 |
| 2009 | 제46회 대종상                        | 남자인기상                       | 내 사랑 내 곁에               | 수상 |
| 2009 | 제30회 청룡영화상                    | 남우주연상                       | 내 사랑 내 곁에               | 수상 |
| 2010 | 제7회 맥스무비 최고의 영화상         | 최고의 남자배우상                | 내 사랑 내 곁에               | 후보 |
| 2011 | 제20회 부일영화상                    | 남우주연상                       | 조선명탐정：각시투구꽃의 비밀 | 후보 |
| 2012 | 제49회 대종상                        | 남우주연상                       | 페이스 메이커                 | 후보 |
| 2012 | SBS 연기대상                         | 미니시리즈부문 남자 최우수연기상 | 드라마의 제왕                 | 후보 |
| 2014 | MBC 연기대상                         | 미니시리즈부문 남자 최우수연기상 | 개과천선                      | 후보 |
| 2015 | 스타의 밤 - 대한민국 톱스타상 시상식 | 대한민국 톱스타상                | 조선명탐정: 사라진 놉의 딸    | 수상 |
| 2015 | SBS 연기대상                         | 장편드라마부문 남자 최우수연기상 | 육룡이 나르샤                 | 후보 |
| 2016 | 제5회 아시아태평양 스타 어워즈       | 장편드라마부문 남자 최우수연기상 | 육룡이 나르샤                 | 후보 |
| 2018 | KBS 연기대상                         | 대상                             | 우리가 만난 기적              | 수상 |
| 2018 | KBS 연기대상                         | 남자 최우수연기상                | 우리가 만난 기적              | 후보 |
| 2018 | KBS 연기대상                         | 중편드라마부문 남자 우수연기상   | 우리가 만난 기적              | 후보 |
| 2018 | KBS 연기대상                         | 남자 네티즌상                    | 우리가 만난 기적              | 수상 |
| 2018 | KBS 연기대상                         | 베스트 커플상 (with 라미란)      | 우리가 만난 기적              | 수상 |
| 2024 | 제44회 황금촬영상                    | 드라마부문 최고연기상            | 유어 아너                     | 수상 |